# Marcello Mustè

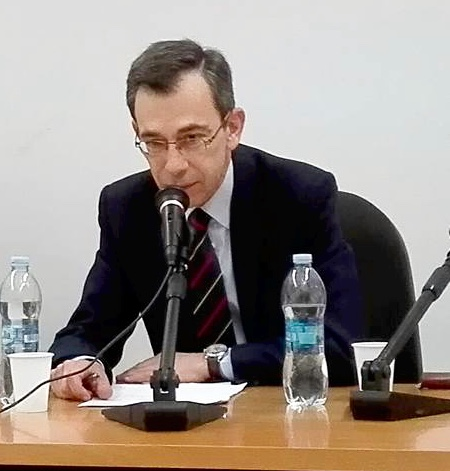
Marcello Mustè

Marcello Mustè (Roma, 8 settembre 1959) è uno storico della filosofia e filosofo italiano.

## Biografia
Laureato in filosofia con una tesi su Marx, dal 1984 al 1987 è stato borsista dell'Istituto italiano per gli studi storici di Napoli, dove ha svolto attività didattica e di ricerca, collaborando con Gennaro Sasso. Dal 1985 al 1987 è stato redattore della “nuova serie” della “Rivista trimestrale”. Nel 1991 ha conseguito il titolo di dottore di ricerca alla Sapienza. Dal 1997 al 2005 ha lavorato alla "Fondazione Giovanni Gentile per gli Studi Filosofici" dell'Università "La Sapienza" in qualità di “Segretario e Curatore dell'archivio e della biblioteca di Gentile”. È stato professore a contratto di Storia della filosofia dal 2001 al 2007. Attualmente è professore di filosofia teoretica all'Università La Sapienza di Roma.
È membro del Consiglio scientifico della Fondazione Gramsci e della Commissione scientifica per la Edizione nazionale degli scritti di Antonio Gramsci. Ha collaborato con l'Enciclopedia Italiana, in particolare ai volumi: Il contributo italiano alla storia del pensiero. Filosofia (ottava appendice), Enciclopedia machiavelliana e Croce e Gentile. La cultura italiana e l'Europa. Ha diretto la rivista "Novecento" dal 1991 al 1999. Fa parte del Comitato scientifico di alcune riviste, tra cui: "Giornale critico della filosofia italiana", "Annali della Fondazione Gramsci", “La Cultura”, “Filosofia italiana”. Scrive su diverse riviste scientifiche, tra le quali, con maggiore continuità: "Giornale critico della filosofia italiana", "La Cultura", "Studi storici", "Filosofia italiana". Nel 2016 è stato nominato dal Ministero dei beni culturali Segretario del "Comitato nazionale per il bicentenario della nascita di Bertrando Spaventa". Dal 2012 al 2016 ha insegnato Ermeneutica filosofica, in qualità di Visiting Professor, alla Pontificia Università Antonianum. Nel 2022 è stato nominato presidente della sezione “Italian Philosophical Traditions” del Congresso mondiale di filosofia del 2024.

## Ricerche
Al centro della sua ricerca è il problema di una filosofia della praxis, come declinazione specifica del marxismo teorico. In tale ambito, accanto a lavori di ricognizione storico-critica, ha elaborato una riflessione sui temi della traducibilità, dell’egemonia, del rapporto tra teoria e prassi e tra filosofia e dimensione storica.
Lo studio di Antonio Labriola e Antonio Gramsci (che sono rimasti al centro dei suoi interessi) lo ha condotto a una ricognizione complessiva della filosofia italiana contemporanea, con una particolare attenzione dedicata al pensiero dell’Ottocento (Gioberti, Bertrando Spaventa), all’idealismo del Novecento (a partire da Croce, Gentile, Omodeo) e agli sviluppi del marxismo italiano nel secondo Novecento, con speciale riguardo a figure come Palmiro Togliatti, Franco Rodano, Felice Balbo, Ernesto De Martino. 
Ha approfondito lo studio della filosofia tedesca tra Hegel e Nietzsche, con una particolare attenzione per l’opera di Marx e la successiva vicenda del marxismo.

## Metodi
Conduce l’indagine teoretica in stretta relazione con gli studi di storia della filosofia, in generale nell’ambito della storia delle idee, adottando un metodo storico-critico che spesso privilegia l’uso di fonti archivistiche e di documentazione inedita. Il suo metodo cerca di coniugare l'analisi strutturale delle opere filosofiche con la ricerca filologica sulle fonti e sulla tradizione dei testi, con particolare riguardo ai processi di lungo periodo della filosofia italiana moderna e contemporanea.

## Opere principali

### Volumi
- Adolfo Omodeo. Storiografia e pensiero politico, Il Mulino, Bologna 1990.
- Benedetto Croce, Morano, Napoli 1990
- Franco Rodano. Critica delle ideologie e ricerca della laicità, Il Mulino, Bologna 1993
- (Curatela) Carteggio Croce-Antoni, Il Mulino, Bologna 1996
- Politica e storia in Marc Bloch, Aracne, Roma 2000
- La scienza ideale. Filosofia e politica in Vincenzo Gioberti, Rubbettino, Soveria Mannelli 2000
- Franco Rodano. Laicità, democrazia, società del superfluo, Studium, Roma 2000
- (Curatela) Vincenzo Gioberti, Il governo federativo, Gangemi Editore, Roma 2002
- (Curatela) Franco Rodano, Cristianesimo e società opulenta, Edizioni di storia e letteratura, Roma 2002
- (con Carlo Scognamiglio), Il giudizio sul nazismo. Le interpretazioni dal 1933 a oggi, 2004, http://www.filosofia.it/archivio/images/download/ebook/Giudizio_sul_nazismo_2004.pdf
- La storia: teoria e metodi, Carocci, Roma 2005 (rist. 2006)
- La filosofia dell'idealismo italiano, Carocci, Roma 2008
- Croce, Carocci, Roma 2009
- Tra filosofia e storiografia. Hegel, Croce e altri studi, Aracne, Roma 2011
- La prassi e il valore. La filosofia dell'essere di Felice Balbo, Aracne, Roma 2016
- Marxismo e filosofia della praxis. Da Labriola a Gramsci, Viella, Roma 2018
- (Con Giuseppe Vacca) In cammino con Gramsci, Viella, Roma 2020
- Marxism and Philosophy of Praxis. An Italian Perspective from Labriola to Gramsci, Palgrave Macmillan 2021
- Rivoluzioni passive. Il mondo tra le due guerre nei Quaderni del carcere di Gramsci, Viella, Roma 2022

### Articoli (selezione)
- L'ermeneutica di Hans Georg Gadamer, in «Rivista trimestrale», 1 (1986)
- Il problema del mondo nel «Tractatus» di Wittgenstein, in «Rivista trimestrale», 3 (1987)
- Le fonti del giudizio marxiano sulla Rivoluzione francese nei «Kreuznacher Hefte», in «Annali dell'Istituto Italiano per gli Studi Storici», 7 (1987)
- L' «orizzonte liberale» di Dahrendorf, in «Critica marxista», 2 (1990)
- Luigi Sturzo e il popolarismo nel giudizio di Piero Gobetti, in Luigi Sturzo e la democrazia europea, Laterza, Roma-Bari 1990
- Benedetto Croce e il problema del diritto, in «Novecento», 4 (1992)
- Metodo storico e senso della libertà. Adolfo Omodeo e i problemi della storiografia crociana, in «La Cultura», 2 (1993)
- Adolfo Omodeo. Il pensiero politico, in «Annali dell'Istituto Italiano per gli Studi Storici», 11 (1993)
- Libertà e storicismo assoluto. Per un'interpretazione del liberalismo di Croce, in Croce e Gentile fra tradizione nazionale e filosofia europea, Editori Riuniti, Roma 1993
- Hannah Arendt e la società civile democratica, in «Novecento», 15 (1997)
- Sul giudizio politico, in «Novecento», 16 (1998)
- Il marxismo politico nell'interpretazione di Augusto Del Noce, in «Poietica», 11 (1999)
- Gioberti e Cartesio, in Storia, filosofia e letteratura. Studi in onore di Gennaro Sasso, a cura di AA.VV., Bibliopolis, Napoli, 1999
- Comunismo e democrazia, in La democrazia nel pensiero politico del Novecento, Aracne, Roma 1999
- Guido Calogero, in «Belfagor», LV (2000), fasc. II (31 mar.)
- Gioberti e Leopardi, in «La Cultura», XXXVIII (2000), n. 1 (apr.)
- Verità e storia, in «Storiografia», n. 5/2001
- Il significato della morale nella filosofia di Gioberti, in Rosmini e Gioberti. Pensatori europei, a cura di G. Beschin e L. Cristellon, Morcelliana, Brescia 2003
- Il destino dell'evento nella “nuova storia” francese, in «La Cultura», XLI (2003), n. 1 (apr.)
- Carattere e svolgimento delle prime teorie estetiche di Benedetto Croce (1885-1913), «La Cultura», XLI (2003), n. 3 (dic.)
- Liberalismo etico e liberismo economico, in Croce filosofo liberale, a cura di M. Reale, LUISS University Press, Roma 2004
- La teoria della storia in Benedetto Croce, in «Giornale critico della filosofia italiana», LXXXIV (2005), fasc. II (mag.-ago.)
- L'idea di “Risorgimento” in Gioberti, in «Quaderni della Fondazione Centro Studi Augusto Del Noce», 2005-2006
- Il significato delle fonti storiche, in «La Cultura», XLIV (2006), n. 3 (dic.)
- La storia: teoria e metodi, in «History and Theory», 45 (February 2006)
- Il passaggio all'antifascismo. Il 1925 di Benedetto Croce, in Anni di svolta. Crisi e trasformazione nel pensiero politico della prima età contemporanea, a cura di F.M. Di Sciullo, Rubbettino, Soveria Mannelli 2007
- Alterità e principio del dialogo in Guido Calogero, in L'idea e la differenza. Noi e gli altri, ipotesi di inclusione nel dibattito contemporaneo, a cura di M.P. Paternò, Rubbettino, Soveria Mannelli 2008
- Il principio del nous nella filosofia di Guido Calogero, in «La Cultura», XLVIII (2010), n. 1
- La filosofia come sapere storico, in Il Novecento di Eugenio Garin. Atti del Convegno di studi, a cura di G. Vacca e S. Ricci, Istituto della Enciclopedia Italiana, Roma, 2011
- Vincenzo Gioberti, in Il contributo italiano alla storia del pensiero. Filosofia, a cura di M. Ciliberto, Istituto della Enciclopedia Italiana, Roma 2012, pp. 441–448
- Lo storicismo italiano nel secondo dopoguerra, in Il contributo italiano alla storia del pensiero. Filosofia, a cura di M. Ciliberto, Istituto della Enciclopedia Italiana, Roma 2012, pp. 706–716
- Il problema della libertà nella filosofia di Luigi Scaravelli, in «La Cultura», LI (2013), n. 1
- La libertà del volere nella filosofia di Benedetto Croce, in Filosofia e politica. Saggi in onore di Mario Reale, a cura di G. Cesarale, M. Mustè, S. Petrucciani, Mimesis, Milano 2013, pp. 165–174
- Il senso della dialettica nella filosofia di Bertrando Spaventa, in "Filosofia italiana", apr. 2014
- Storia, metodo, verità, in «La Cultura», 2014, n. 2
- Gentile e Marx, «Giornale critico della filosofia italiana», XCIV (2015), vol. XI, fasc. 1 (gen.-apr.), pp. 15–27
- Togliatti e De Luca, «Studi storici», n. 2/2015, pp. 312–324
- Gentile e Socrate, in La bandiera di Socrate. Momenti di storiografia filosofica italiana nel Novecento, a cura di E. Spinelli e F. Trabattoni, Sapienza Università Editrice, Roma 2016, pp. 39-58
- Gentile e Gioberti, «La Cultura», LIV (2016), n. 2 (lug.), pp. 295-323
- Gramsci, Croce e il canto decimo dell’Inferno di Dante, «Giornale critico della filosofia italiana», 2017, fasc. 1 (gen-giu.), pp. 34-63
- Bertrando Spaventa e Gioberti, «Studi storici», 2017, n. 1, pp. 91-114
- La presenza di Gramsci nella storiografia filosofica e nella storia della cultura, «Filosofia italiana», n. 2/2017, pp. 9-29
- Dialettica e società civile. Gramsci “interprete” di Hegel, «Pólemos. Materiali di filosofia e critica sociale», 2018, n. 1, pp. 30-46
- Marx e i marxismi italiani, «Giornale critico della filosofia italiana», 2019, fasc. 1, pp. 25-43
- La “via alla storia” di Carlo Ginzburg, in Streghe, sciamani, visionari. In margine a “Storia notturna” di Carlo Ginzburg, a cura di Cora Presezzi, Viella, Roma 2019, pp. 357-380
- Filosofia e storia della filosofia nella riflessione di Gennaro Sasso, «Filosofia italiana», n. 2/2018, feb. 2019, pp. 59-73